# Rogas nigriceps
Rogas nigriceps är en stekelart som först beskrevs av Brethes 1909.  Rogas nigriceps ingår i släktet Rogas och familjen bracksteklar. Inga underarter finns listade i Catalogue of Life.